# 똥개 (영화)
"똥개"는 2003년에 개봉한 대한민국의 영화이다.

## 캐스팅
- 정우성: 차철민 역
- 김갑수: 차 반장 역
- 엄지원: 김정애 역
- 김정태: 진묵 역
- 양중경: 오덕만 역
- 이상훈: 대떡 역
- 손상경: 옹군 역
- 이태준: 쇠파리 역
- 박상규: 박 형사 역
- 홍지영: 순자 역
- 김명진: 꼬마철민 역
- 김상호: 장손 역
- 천명재: 성태 역
- 곽호진: 축구부감독 역
- 허욱: 계환 역
- 김광규: 석 팀장 역
- 나수원: 축구부 선배 2 역
- 이환: 유치장 경찰 역
- 이해운: 철민패 4 역
- 이영수: 철민패 6 역
- 김용운: 철민패 7 역
- 전헌태: 진묵패 2 역
- 조형래: 진묵패 3 역
- 이동욱: 진묵패 4 역